# Kirkenes
Kirkenes este o localitate din comuna Sør-Varanger, provincia Finnmark, Norvegia, cu o suprafață de 2,15 km² și o populație de 3.498 locuitori (2013).